# بروکن اروو (اکلاهما)
بروکن اروو(به انگلیسی: Broken Arrow) شهری در ایالت اکلاهما کشور ایالات متحده آمریکا است که جمعیت آن در سرشماری سال ۲۰۱۰ میلادی، ۹۸٬۸۵۰ نفر بوده‌است.